# Siring Jaha
Siring Jaha is een bestuurslaag in het regentschap Lampung Selatan van de provincie Lampung, Indonesië. Siring Jaha telt 1615 inwoners (volkstelling 2010).